# Live in Cook County Jail
Live in Cook County Jail - En español: En vivo en la cárcel del condado Cook o Vivendo en el Cook County Jail- es un álbum en vivo del músico y guitarrista estadounidense de blues B.B. King, lanzado en enero de 1971 por la disquera ABC.  
El álbum tomó fragmentos del concierto que el artista ofreció en la cárcel estatal Cook County Jail en Chicago, Illinois, el 10 de septiembre de 1970, en donde interpretó, a petición del director del penal, su repertorio clásico ante casi 2.000 internos, entre ellos jóvenes negros.

## Legado
En el 2003 el álbum fue ubicado en la lista de los 500 mejores álbumes de todos los tiempos de la revista Rolling Stone, y en el 2012 fue reubicado al puesto 499 hasta el 2020, cuando con la tercera edición del listado el álbum fue eliminado de la publicación.